# Пітер Піот
Сер Пітер Карел, барон Піот, KCMG, FRCP, FFPH, FMedSci; (17 лютого 1949 , Keerbergend, Брабант ) — бельгійсько-британський мікробіолог, відомий своїми дослідженнями хвороби, яку спричинює вірус Ебола та ВІЛ-інфекції і СНІДу.
Після того, як Піот допоміг відкрити вірус Ебола в 1976 році та сприяв ліквідації першої в історії епідемії хвороби, яку спричинює вірус Ебола того ж року, він став піонером з дослідження ВІЛ / СНІДу. Пізніше обіймав ключові посади в ООН та Всесвітній організації охорони здоров'я, пов'язані з дослідженнями та лікуванням ВІЛ-інфекції та СНІДу. Він також працював на посаді професора у кількох університетах по всьому світу. Автор 16 книг та понад 600 наукових статей.

## Походження та навчання
Піот народився 1949 року в Левені, Бельгія. Його батько був державним службовцем, який займався експортом сільськогосподарської продукції, а мати керувала будівельною компанією. Піот — старший із двох братів і сестри.
Почавши вивчати фізику на факультеті інженерії та фізики Гентського університету, Піот перейшов на вивчення медицини. Під час навчання Пітер отримав диплом з тропічної медицини (DTM) в Інституті тропічної медицини Антверпена. У 1974 році він отримав освітній ступінь доктора медицини в Гентському університеті. У 1980 році Піоту присуджено науковий ступінь доктора філософії з клінічної мікробіології в Антверпенському університеті.

## Кар'єра
У 1976 році, працюючи в Інституті тропічної медицини, Пітер Піот увійшов до складу групи, яка виявила вірус у зразку крові хворої черниці, яка працювала в Заїрі. Згодом Піот та його колеги вирушили до Заїру у складі міжнародної комісії, створеної урядом Заїру, щоб допомогти придушити спалах хвороби. Міжнародна комісія здійснила ключові відкриття щодо того, як вірус поширювався, а її члени подорожували від села до села, поширюючи інформацію та поміщаючи хворих і тих, хто з ними контактував, на карантин. Епідемія після прибуття міжнародної комісія та завдяки заходам, вжитим місцевою та державною владою пішла на спад, а через три місяці завершилася. Її жертвами стали майже 300 людей. Події були відтворені Майком Вокером на BBC Radio 4 у грудні 2014 року в документальному фільмі Девіда Морлі. Піот брав участь у зйомках.
Піот став відомим науковцем завдяки відкриттю вірусу Ебола в 1976 році. Йому вдалося отримати зразки крові під час роботи в лабораторії в Інституті тропічної медицини в Антверпені, Бельгія. Спочатку дослідники стверджували, що зразки з штамом вірусу Ебола першим надіслав конголезький лікар Жан-Жак Муйембе-Тамфум, який брав зразки крові від тих, хто хворів на загадкову хворобу в тодішньому Заїрі, яку пізніше ідентифікували як вірус Ебола. У 2012 році Піот опублікував мемуари під назвою «Немає часу втрачати», в яких розповідається про його професійну роботу, включаючи відкриття вірусу Ебола. Він згадує Муйембе побіжно в цих дослідженнях, а не як співвідкривача. У статті в Journal of Infectious Disease за 2016 рік, підписаній більшістю учасників боротьби з тим першим спалахом, включаючи Пітера Піота та Жана-Жака Мюембе, твердження Піота та Муйембе про те, що вони зіграли значну роль у ранньому відкритті Еболи були спростовані. У 2019 році Піот заявив, що «моя книга була не спробою описати повну історію відкриття лихоманки Ебола, а більше моїм особистим досвідом».
У 1980-х роках Пітер Піот брав участь у серії спільних проєктів у Бурунді, Кот-д'Івуарі, Кенії, Танзанії та Заїрі. Проєкт SIDA в Кіншасі, Заїр, став першою міжнародною програмою з дослідження СНІДу в Африці, який, як відомо, заклав основи наукового розуміння розповсюдження ВІЛ-інфекції в Африці. Він обіймав посаду професора мікробіології та охорони здоров'я в Інституті тропічної медицини принца Леопольда в Антверпені, в Університеті Найробі, Брюссельському вільному університеті та Лозаннському університеті, а також запрошеним професором у Лондонській школі економіки. Він також працював старшим науковим співробітником Університету Вашингтона в Сіетлі, науковим співробітником Фондації Форда та старшим науковим співробітником Фонду Білла та Мелінди Гейтс.
З 1991 по 1994 рік Піот обіймав посаду президента Міжнародного товариства боротьби зі СНІДом. У 1992 році був призначений помічником директора Глобальної програми Всесвітньої організації охорони здоров'я з питань ВІЛ/СНІДу. 12 грудня 1994 року перейшов на посаду виконавчого директора Об'єднаної програми ООН з ВІЛ/СНІДу (ЮНЕЙДС) та помічника Генерального секретаря ООН.
З 2009 по 2010 рік Піот працював директором Інституту глобального здоров'я в Імперському коледжі Лондона.

### Лондонська школа гігієни та тропічної медицини
У жовтні 2010 року Пітер Піот обійняв посаду директора Лондонської школи гігієни та тропічної медицини.
Окрім роботи в LSHTM, Піот працює співробітником Інституту медицини Національної академії наук США та Королівської медичної академії Бельгії, членом Королівського коледжу лікарів Лондона у Великій Британії та Стипендіат Академії медичних наук. У 2011 році Емі Гутманн призначила його членом Міжнародної дослідницької групи при Президентській комісії з вивчення біоетичних питань.
У 2014 році, під загрозою безпрецедентної епідемії гарячки Ебола в Західній Африці, Пітер Піот та інші вчені закликали до екстреного випуску експериментальної вакцини ZMapp для використання на людях до того, як вона пройшла клінічні випробування на людях. Того ж року він був призначений генеральним директором Маргарет Чен членом Консультативної групи Всесвітньої організації охорони здоров'я з питань реагування на захворювання, викликані вірусом Ебола, разом із співголовами Семом Зарамбою та Девідом Л. Гейманом. Він також очолював незалежну групу, скликану Гарвардським глобальним інститутом охорони здоров'я та Лондонською школою гігієни і тропічної медицини щодо національної та міжнародної відповіді на епідемію, яка різко критикувала реакцію ВООЗ та висунула десять рекомендацій щодо реорганізації цього органу. У лютому 2020 року він розкритикував затримку з оголошенням пандемії нового коронавірусу 2019—2020 років, розпочатої в провінції Хубеї в Китаї. Така надзвичайна ситуація в галузі охорони здоров'я по більшості країн світу викликало масове занепокоєння. Вчений запропонував присвоїти події 5 балів за шкалою розповсюдження пандемій, замість призначених 2 балів (надзвичайна ситуація / немає надзвичайної ситуації).
У 2020 році Пітер Піот увійшов до складу консультативної групи Європейської комісії з коронавірусної хвороби 2019 (COVID-19), співголовами якої є Урсула фон дер Ляєн і Стелла Кіріакідес. Під час підготовки до Глобального саміту з охорони здоров'я, організованого Європейською комісією та G20 у травні 2021 року, Піот був співголовою Наукової групи високого рівня заходу.

## Особисте життя
У травні 2020 року Піот повідомив, що перехворів на коронавірусну хворобу 2019 .
Пітер Піот вільно володіє англійською, французькою та голландською мовами. Одружений з американським антропологом Гайді Ларсон .

## Інші види діяльності
- Africa Europe Foundation (AEF), член Strategy Group on Health (з 2020)[18]
- Center for International Health Protection (ZIG), Robert Koch Institute (RKI), член науково-консультативної ради (з 2020)[19]
- Exemplars in Global Health, член старшої консультативної ради (з 2020)[20]
- Коаліція з питань інновацій для готовності до епідемій (CEPI), член правління (з 2018)[21][22]
- The Lancet Public Health, член редакційної консультативної ради (з 2016)[23]
- Дослідницький інститут охорони здоров'я Африки (AHRI), голова ради директорів (з 2017)[24][25]
- UK Collaborative on Development Research (UKCDR), голова Strategic Coherence of ODA-financed Research (з 2017)[26][27]
- Africa Research Excellence Fund (AREF), член консультативної ради (з 2015)[28]
- Novartis Foundation, член опікунської ради (з 2015)[29][30]
- Антверпенська школа менеджменту, член міжнародної консультативної ради[31]
- Center Virchow-Villermé, член міжнародної консультативної ради[32]
- Global Health Corps, член ради радників[33]
- Global Health Innovative Technology Fund (GHIT), член ради директорів[34]
- The Lancet, член міжнародної консультативної ради[35]
- Вашингтонський університет, зовнішній член консультативної ради Департаменту глобальної охорони здоров'я[36]
- Всесвітній саміт охорони здоров'я, член ради[37]

## Нагороди
- 2003: Премія Кальдероне[38]
- 2004: премія Vlerick
- 2008: Премія «Америка-Фландрія»[39]
- 2013: Африканська премія Хидея Ногучі(інші мови)[40]
- 2013: Премія принца Махідола[41]
- 2015: Prix International de l'INSERM[42]
- 2015: Canada Gairdner Global Health Award[43]
- 2016: Медаль Менсона[44]
- 2018: член Німецької національної академії наук Леопольдина .[45]

## Ордени та медалі
- Бельгія:
  - Королем Альбертом II присвоєно довічне звання «барона» у дворянстві Бельгії (1995)
- Японія:
  -  ордена Вранішнього сонця 1 класу (2018)
- Сенегал:
  -  Офіцер національного ордена Лева
- Велика Британія:
  -  Почесний лицар-комадор ордена Святого Михайла і Святого Георгія (2016)[46]
  -  Головний лицар-командувач ордена Святого Михайла і Святого Георгія (2019)[47]
- Заїр:
  -  Офіцер Національного ордена Леопарда (1976)

## Вибрана фільмографія
- 2002: Джонатан Дімблбі (серіал) — епізод: «Криза СНІДу в Африці»
- 2006: Лінія фронту (документальний серіал) — епізод: «Епоха СНІДу»
- 2006: 60 хвилин (документальний серіал) — епізод: «Нова космічна гонка / Боротьба зі СНІДом / Безсмертя»
- 2009: Дім чисел: анатомія епідемії (документальний фільм)
- 2014: Горизонт: Ебола: Пошуки ліків (документальний серіал)
- 2017: Серце справи (короткометражний документальний фільм)
- 2017: Невидимий ворог (документальний)

## Вибрані праці та публікації

### Вибрані монографії
- Piot, Peter (2013). No Time to Lose: A Life in Pursuit of Deadly Viruses. New York; London: W.W. Norton. ISBN 978-0-393-08411-5. OCLC 916025971.
- Piot, Peter (2015). AIDS: Between Science and Politics. New York: Columbia University Press. ISBN 978-0-231-16626-3. OCLC 946549752.

### Вибрані наукові статті
- Pattyn, S.; Groen, G.vander; Jacob, W.; Piot, P.; Courteille, G. (March 1977). Isolation of Marburg-like virus from a case of haemorrhagic fever in Zaire. The Lancet. 309 (8011): 573—574. doi:10.1016/S0140-6736(77)92002-5. PMID 65663.
- Members of the International Commission (1978). Ebola haemorrhagic fever in Zaire, 1976. Bulletin of the World Health Organization. 56 (2): 271—93. PMC 2395567. PMID 307456.
- Cameron, D.William; D'Costa, LourdesJ; Maitha, GregoryM; Cheang, Mary; Piot, Peter; Simonsen, J.Neil; Ronald, AllanR; Gakinya, MichaelN; Ndinya-Achola, J.O; Brunham, RobertC; Plummer, FrancisA (August 1989). Female to Male Transmission of Human Immunodeficiency Virus Type 1: Risk Factors for Seroconversion in Men. The Lancet. 334 (8660): 403—407. doi:10.1016/S0140-6736(89)90589-8. PMID 2569597. S2CID 7249443.
- Piot, Peter; Bartos, Michael; Ghys, Peter D.; Walker, Neff; Schwartländer, Bernhard (April 2001). The global impact of HIV/AIDS. Nature. 410 (6831): 968—973. Bibcode:2001Natur.410..968P. doi:10.1038/35073639. PMID 11309626. S2CID 4373421.
- Piot, Peter (August 2006). AIDS: from crisis management to sustained strategic response. The Lancet. 368 (9534): 526—530. doi:10.1016/S0140-6736(06)69161-7. PMID 16890840.
- Beaglehole, Robert; Bonita, Ruth; Horton, Richard; Adams, Cary; Alleyne, George; Asaria, Perviz; Baugh, Vanessa; Bekedam, Henk; Billo, Nils; Casswell, Sally; Cecchini, Michele; Colagiuri, Ruth; Colagiuri, Stephen; Collins, Tea; Ebrahim, Shah; Engelgau, Michael; Galea, Gauden; Gaziano, Thomas; Geneau, Robert; Haines, Andy; Hospedales, James; Jha, Prabhat; Keeling, Ann; Leeder, Stephen; Lincoln, Paul; McKee, Martin; Mackay, Judith; Magnusson, Roger; Moodie, Rob; Mwatsama, Modi; Nishtar, Sania; Norrving, Bo; Patterson, David; Piot, Peter; Ralston, Johanna; Rani, Manju; Reddy, K Srinath; Sassi, Franco; Sheron, Nick; Stuckler, David; Suh, Il; Torode, Julie; Varghese, Cherian; Watt, Judith (April 2011). Priority actions for the non-communicable disease crisis. The Lancet. 377 (9775): 1438—1447. doi:10.1016/S0140-6736(11)60393-0. PMID 21474174.
- Breman, Joel G.; Heymann, David L.; Lloyd, Graham; McCormick, Joseph B.; Miatudila, Malonga; Murphy, Frederick A.; Muyembé-Tamfun, Jean-Jacques; Piot, Peter; Ruppol, Jean-François; Sureau, Pierre; van der Groen, Guido; Johnson, Karl M. (15 жовтня 2016). Discovery and Description of Ebola Zaire Virus in 1976 and Relevance to the West African Epidemic During 2013–2016. Journal of Infectious Diseases. 214 (suppl 3): S93—S101. doi:10.1093/INFDIS/JIW207. PMC 5050466. PMID 27357339.
- Kelly-Cirino, Cassandra D; Nkengasong, John; Kettler, Hannah; Tongio, Isabelle; Gay-Andrieu, Françoise; Escadafal, Camille; Piot, Peter; Peeling, Rosanna W; Gadde, Renuka; Boehme, Catharina (February 2019). Importance of diagnostics in epidemic and pandemic preparedness. BMJ Global Health. 4 (Suppl 2): e001179. doi:10.1136/BMJGH-2018-001179. PMC 6362765. PMID 30815287.
- Bekker, Linda-Gail; Ratevosian, Jirair; Spencer, Julia; Piot, Peter; Beyrer, Chris (1 березня 2019). Governance for health: the HIV response and general global health. Bulletin of the World Health Organization. 97 (3): 170—170A. doi:10.2471/BLT.19.230417. PMC 6453319. PMID 30992627.
- Dwyer-Lindgren, Laura; Cork, Michael A.; Sligar, Amber; Steuben, Krista M.; Wilson, Kate F.; Provost, Naomi R.; Mayala, Benjamin K.; VanderHeide, John D.; Collison, Michael L.; Hall, Jason B.; Biehl, Molly H.; Carter, Austin; Frank, Tahvi; Douwes-Schultz, Dirk; Burstein, Roy; Casey, Daniel C.; Deshpande, Aniruddha; Earl, Lucas; El Bcheraoui, Charbel; Farag, Tamer H.; Henry, Nathaniel J.; Kinyoki, Damaris; Marczak, Laurie B.; Nixon, Molly R.; Osgood-Zimmerman, Aaron; Pigott, David; Reiner, Robert C.; Ross, Jennifer M.; Schaeffer, Lauren E.; Smith, David L.; Davis Weaver, Nicole; Wiens, Kirsten E.; Eaton, Jeffrey W.; Justman, Jessica E.; Opio, Alex; Sartorius, Benn; Tanser, Frank; Wabiri, Njeri; Piot, Peter; Murray, Christopher J. L.; Hay, Simon I. (15 травня 2019). Mapping HIV prevalence in sub-Saharan Africa between 2000 and 2017. Nature. 570 (7760): 189—193. Bibcode:2019Natur.570..189D. doi:10.1038/S41586-019-1200-9. PMC 6601349. PMID 31092927.
- Piot, Peter; Soka, Moses J; Spencer, Julia (September 2019). Emergent threats: lessons learnt from Ebola (PDF). International Health. 11 (5): 334—337. doi:10.1093/INTHEALTH/IHZ062. PMID 31385587.
- Bausch, Daniel G; Piot, Peter (11 жовтня 2019). Ebola Vaccines: Biomedical Advances, Human Rights Challenges. The Journal of Infectious Diseases. 222 (4): 521—524. doi:10.1093/INFDIS/JIZ520. PMID 31603195.